# تدخين التبغ
تدخين التبغ هو تدخين يتضمن عملية إحراق لأوراق نبات التبغ الشائع المجففة وإطلاق الدخان إما بالاستنشاق (تدخين السجائر أو لفافات التبغ) أو التنفيخ (تدخين الغليون والسيجار).
يرجح أن ممارسة تدخين التبغ كانت قد بدأت في وسط أمريكا وأمريكا الجنوبية في الفترة ما بين 5000–3000 قبل الميلاد.